# Stratocumulus

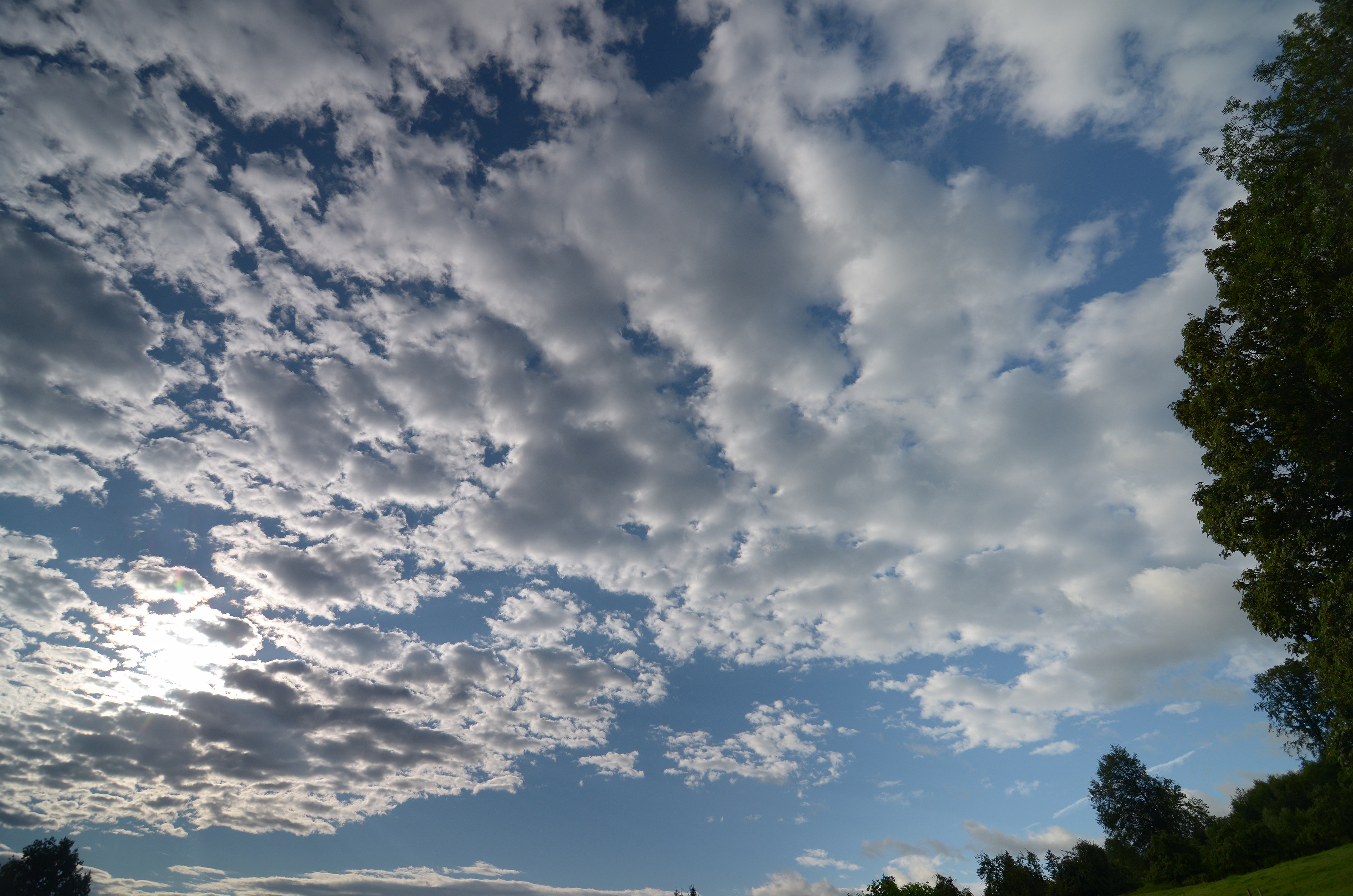
Stratocumulus-Wolken unterschiedlicher Größe

Stratocumuli (lat. stratus bzw. sternere „ausdehnen, ausbreiten, mit einer Schicht bedecken“ und cumulus „Anhäufung“; Abk.: Sc), allgemeinsprachlich Stratokumuli, sind Haufenschichtwolken ohne Fasern und entstehen ähnlich wie Cumuluswolken, allerdings bei unterschiedlicher Luftschichtung und stärkerem Wind. Dies macht die Unterscheidung vom Altocumulus manchmal schwer. Große Bereiche (ca. 20 %) der Ozeane in den Tropen und Subtropen sind von Stratocumuluswolken bedeckt. Sie bewirken einen kühlenden Effekt auf der Erdoberfläche. Die Stratocumuli sind die häufigsten in Mitteleuropa auftretenden Wolken und sie zeigen eine einigermaßen stabile Schichtung an. Meist ist durch die Stratocumulus-Schicht der Himmel zu sehen. Stratocumulus-Wolken haben häufig eine graue Unterseite (Eigenschatten), da die Wassertröpfchen relativ viel Licht absorbieren.

## Beschreibung

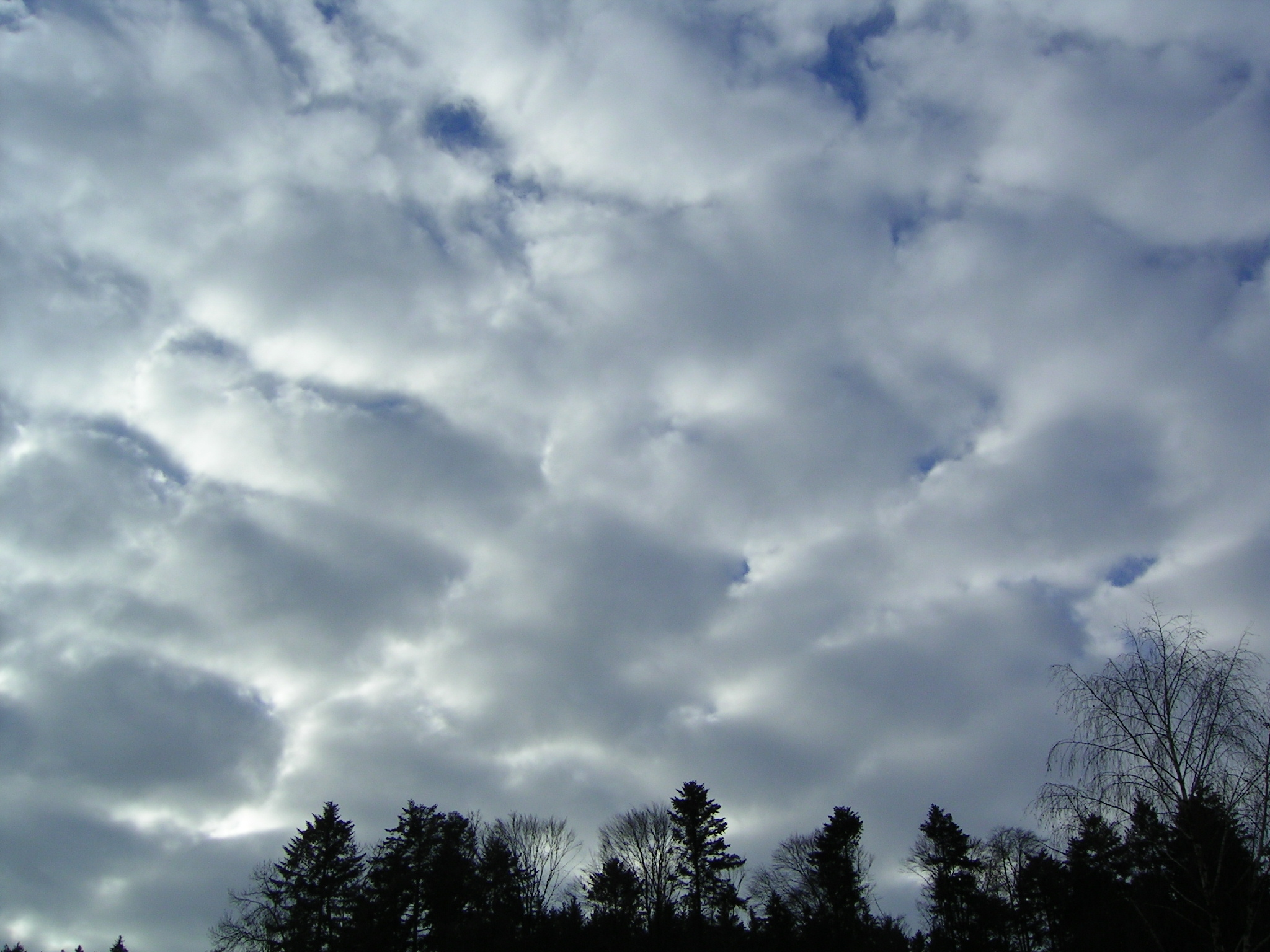
Breiter und flacher Stratocumulus perlucidus

Per definitionem wird eine Wolke als Stratocumulus bezeichnet, wenn die meisten Wolkenteile breiter als 5° erscheinen (bei einem Betrachtungswinkel von mehr als 30° zum Horizont), und als Altocumulus bei einer Breite zwischen 1° und 5° – maximal etwa drei Finger breit bei ausgestreckter Hand.
Zum Cumulus unterscheidet sich der Stratocumulus darin, dass die Unterseite zusammengewachsen ist – Cumulus-Wolken sind immer „alleinstehend“ – oder dass die Oberseite entweder flach ist oder, falls Kuppeln sichtbar sind, diese aus derselben Wolkenbasis wachsen.
Spezielle Arten von Stratocumulus sind stratiformis, lenticularis und castellanus sowie die Unterarten translucidus, perlucidus, opacus, duplicatus, undulatus, radiatus und lacunosus. Für Sonderformen, Begleit- und Mutterwolken siehe den Artikel Wolke.

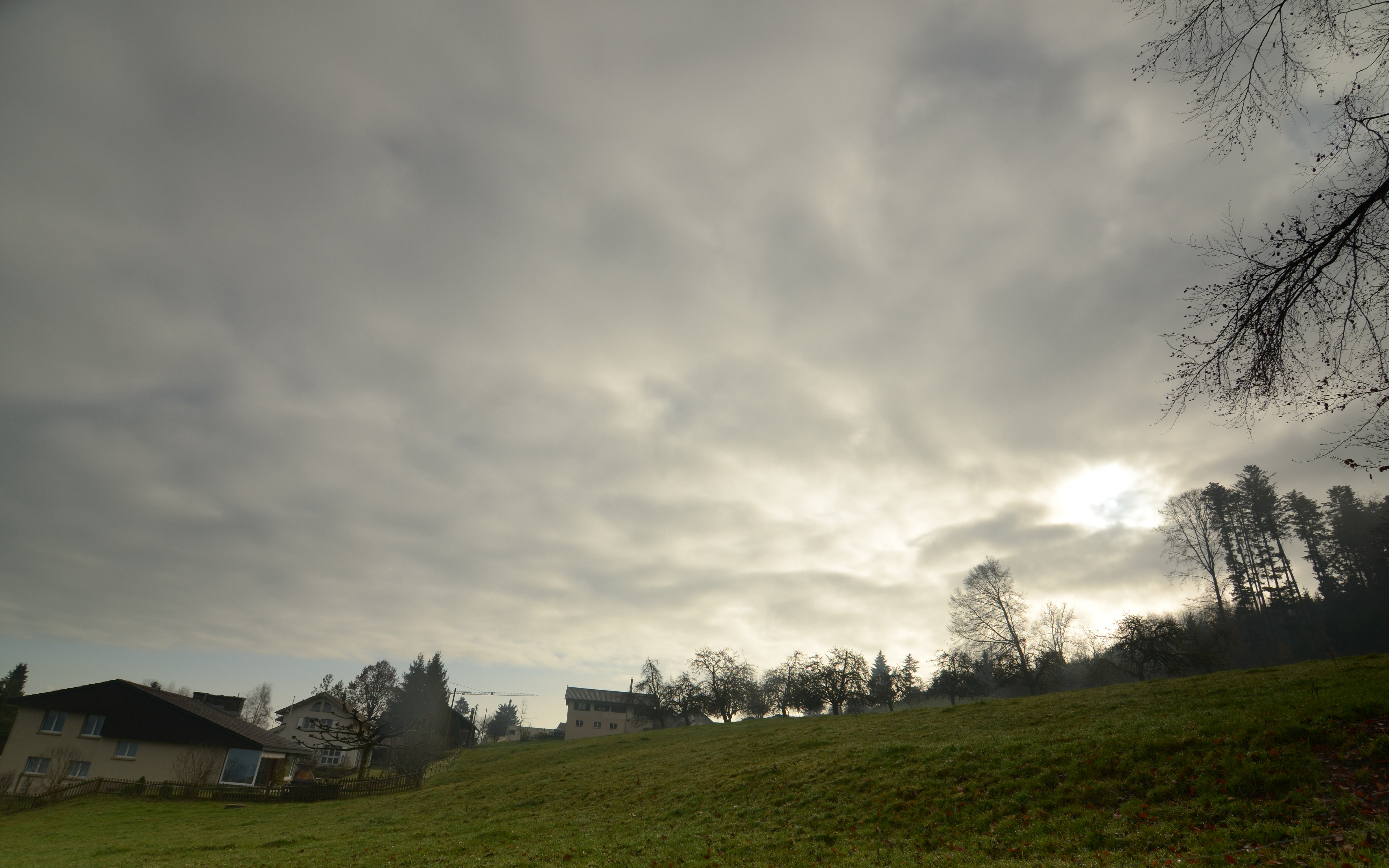
Stratocumulus stratiformis translucidus im Übergang zu Stratus; es sind immer noch einzelne Wolkenelemente sichtbar.

## Geschichte
Die ehemals Cumulostratus genannte Wolkengattung wurde 1840 von Ludwig Friedrich Kämtz mit Zustimmung von Luke Howard in Stratocumulus umbenannt und in die international gültige Wolkenklassifikation aufgenommen.